# Cyathea insularum
Cyathea insularum är en ormbunkeart som beskrevs av Holtt. Cyathea insularum ingår i släktet Cyathea och familjen Cyatheaceae. Inga underarter finns listade.